# Corpus cavernosum penis
Het corpus cavernosum penis (mv.: corpora cavernosa penis) is een zwellichaam waarvan er twee deel uitmaken van de penis bij de mens. De twee corpora cavernosa zijn verantwoordelijk voor het grootste deel van de massa van de penis.

## Anatomie
Voor drie-kwart deel liggen beide corpora vlak naast elkaar, maar bij de aanhechting aan het bekken zijn ze gesplitst. De basis van het zwellichaam wordt het crus (mv. crura) (crus penis) genoemd. De crura van de zwellichamen zijn stevig verankerd aan het bekken. Niet ver vanaf de basis richting distaal vanaf het crus, is er een lichte verdikking te zien. Dit wordt de bulbus genoemd. Hierna gaat het crus over in het daadwerkelijke corpus cavernosum en blijft gelijk in diameter tot aan het distale uiteinde. Beide zwellichamen eindigen in een stomp afgerond uiteinde.
De corpora cavernosa penis zijn omgeven door sterk fibreus weefsel, dat uit diepe en oppervlakkige vezels bestaat. De oppervlakkige vezels liggen in longitudinale richting en vormen één buis waarin beide corpora zich bevinden. De diepe vezels liggen circulair om de afzonderlijke zwellichamen. Tussen beide zwellichamen vormen deze diepe vezels een septum (tussenschot). Proximaal (vanaf het crus gezien) is dit septum dik en volledig, maar distaal is het dun en er zitten ruimtes tussen, zoals de tanden van een kam. Om deze reden wordt het ook wel het septum pectiniforme genoemd.

## Fysiologie
Zwelling van de zwellichamen vindt plaats door vaatverwijding. Deze vaatverwijding treedt op door het ontspannen van gladde spiercellen. Dit is het gevolg van een spinale reflex die kan optreden als gevolg op verschillende stimuli, waaronder aanrakingen, geuren, geluiden of (seksuele) gedachten. Door de vaatverwijding vindt er meer doorbloeding plaats van de zwellichamen. Tegelijkertijd vindt samentrekking plaats van de bekkenbodemspieren. Hierdoor stijgt de bloeddruk in deze bloedvaten, waardoor de snelheid de bloedstroom afneemt. De verhoogde doorstroming en verhoogde weerstand van de bloedvaten leidt tot opzwelling van de corpora cavernosa, met als gevolg een erectie.
De vaatverwijding wordt ook beïnvloed door het parasympathische zenuwstelsel. Parasympathische zenuwen innerveren de gladde spiercellen in de zwellichamen. Ook komt er acetylcholine vrij uit de endotheelcellen. Dit leidt tot aanmaak van stikstofmonoxide, NO. Het effect hiervan kan zowel in de cel zelf als in de omgevende cellen (door middel van diffusie) optreden en bestaat uit ontspanning van de gladde spiercellen.